# Боровичи (Середино-Будский район)
Боровичи (укр. Боровичі) — село,
Кривоносовский сельский совет,
Середино-Будский район,
Сумская область,
Украина.
Код КОАТУУ — 5924483202. Население по переписи 2001 года составляло 148 человек.

## Географическое положение
Село Боровичи находится на левом берегу реки Свига в месте впадения её в реку Десна,
выше по течению на расстоянии в 5 км расположено село Кривоносовка.
Реки в этом месте извилистые, образуют лиманы, старицы и заболоченные озёра.

## Происхождение названия
- Своё название Боровичи позаимствовали от названия урочища Боровиха, вблизи которого его поселил Лукьян Иванович Жоравко[3].
- На территории Украины 2 населённых пункта с названием Боровичи.

## История
- Вблизи села Боровичи было выявлено более девяти поселений эпохи неолита и бронзы.
- Точных сведений о времени основания Боровичей не сохранилось. По мнению А. М. Лазаревского, они были поселены стародубским полковником Лукьяном Ивановичем Жоравко «во время его полковничества», в 1709—1719 гг. Однако, как следует из грамоты Петра I о пожаловании Л. И. Жоравко «и жене его, и детям, и потомству в утверждение» его собственных деревень «Лукьяновки и Борович с мельницами, пашнею, сенными покосами, рыбными ловлями и рощами», которая была подписана в ноябре 1708 года, когда Лукьян Иванович ещё был новгородским сотником (1693—1709).
- Со дня поселения Боровичи находились во владении своего основателя, а после его смерти, наступившей летом 1719 г., перешли по наследству к его жене Ирине Черкесовне Жоравко (? — после 1737), которая по оборонному универсалу от 13 августа 1719 года владела в них 15 дворами и 24 хатами (1723).
- После смерти Ирины Черкесовны Боровичи и другие её новгород-северские владения оказались в собственности Ивана Тимофеевича и Антона Тимофеевича Жоравко, которые в 1748 году добровольно разделили их между собой, а 14 декабря 1749 года получили на них подтвердительную царскую грамоту. «Деревня Боровичи со слободкой прозываемой Леском и с мельницей о двух колёсах мучных и третьем валюшном» по указанному разделу достались генеральному есаулу И. Т. Жоравко.
- На момент проведения Румянцевской описи Малороссии (1765—1768) Иван Тимофеевич владел в Боровичах 15 дворами и 14 бездворными хатами [20, с. 836—837], а в 1779—1781 гг. — 33 дворами и 33 хатами. В указанное время в селе проживали 33 обывателя со своими семьями, которые занимались выращиванием конопли и продажей её в Новгороде-Северском.
- После смерти И. Т. Жоравко, наступившей после 1792 года, все его имения в Черниговской губернии унаследовала единственная дочь Наталья Ивановна Покорская-Жоравко (7.07.1749 — после 1811) [18, с. 93], а от неё они перешли к её сыновьям Ивану Ивановичу Покорскому-Жоравко (ок. 1770 — 1830—1831) и Фёдору Ивановичу Покорскому-Жоравко (ок. 1778 — до 1828).
- По преданию, в начале 30-х годов XIX века Покорские-Жоравко продали Боровичи очкинскому помещику Михаилу Осиповичу Судиенко (1802 — 8.09.1871), а он через несколько лет подарил их губернскому секретарю Ивану Михайловичу Кутневскому (1781 — после 1838), незадолго перед тем проигравшему своё единственное имение в селе Синине Стародубского уезда Черниговской губернии. Получив Боровичи в дар, Иван Михайлович сошёлся со своей крепостной Агафьей Григорьевной (фамилия неизвестна), которая родила ему несколько дочерей и трёх сыновей — Андрея, Якова и Алексея. Их обучением в 1838 году занимался ученик Новгород-Северской гимназии Михаил Корнеевич Чалый (1816—1907), ставший впоследствии известным биографом Т. Г. Шевченко. Свои первые впечатления о Боровичах он описал в воспоминаниях, опубликованных в 1889 году в журнале «Киевская старина»: «Вот, наконец, и резиденция Ивана Михайловича, хутор Боровичи, прелестный уголок, со всеми принадлежностями деревенской природы: с трех сторон его огибал лес, с четвёртой тянулись поля, за полями, до самой Десны, зеленели луга, сверкали озёра, а возле самого дома, справа, находился проточный пруд, с двумя мельницами».

## Экономика
- Молочно-товарная ферма.